# Арналду Еді Лопіш да Сілва
Арналду Еді Лопіш да Сілва (порт. Arnaldo Edi Lopes da Silva, нар. 7 липня 1982, Авейру) — португальський футболіст, фланговий півзахисник турецького клубу «Кайсері Ерджієсспор» та національної збірної Португалії.

## Клубна кар'єра
Народився 7 липня 1982 року в місті Авейру. Вихованець футбольної школи клубу «Віторія» (Сетубал).
У дорослому футболі дебютував 1999 року виступами за команду клубу «Алмада», в якій провів три сезони, взявши участь у 32 матчах чемпіонату. 
Протягом 2002—2003 років захищав кольори команди клубу «Баррейренсі».
Своєю грою за останню команду привернув увагу представників тренерського штабу клубу «Брага», до складу якого приєднався 2003 року. Відіграв за клуб з Браги наступні два сезони своєї ігрової кар'єри. Більшість часу, проведеного у складі «Браги», був основним гравцем команди. У складі «Браги» був одним з головних бомбардирів команди, маючи середню результативність на рівні 0,59 голу за гру першості.
Згодом з 2005 по 2008 рік грав у складі команд клубів «Пасуш ді Феррейра», «Жіл Вісенте» та «Віторія» (Сетубал).
2008 року на умовах оренди перейшов до грецького клубу АЕК, а пізніше того ж року афнський клуб викупив контракт гравця.
Протягом 2009—2013 років захищав кольори клубів «Малага», ПАОК, «Марітіму», «Академіка».
2013 року удруге в своїй кар'єрі став гравцем «Браги», а на початку 2014 був відданий в оренду до турецького «Кайсері Ерджієсспора».

## Виступи за збірну
2009 року дебютував в офіційних матчах у складі національної збірної Португалії. Відтоді провів у формі головної команди країни 6 матчів, забивши 3 голи.

## Титули та досягнення
- Володар Кубку Португалії (1):

«Академіка»: 2011-12